# تروفيو سيرا دي ترامونتانا 2019
تروفيو سيرا دي ترامونتانا 2019 (بالفرنسية: Trofeo de Tramuntana Soller-Deia 2019)‏ هو سباق دراجات هوائية، وهو الموسم رقم 28 من السباق، وأقيم في 2 فبراير 2019، وامتدّ لمسافة 140.1 كيلومتر، وهو أحد سباقات طواف أوروبا للدراجات 2019، وقد شارك في السباق 164 متسابقاً ووصل إلى نهايته 72 متسابقاً.
فاز فيه بالمركز الأول تيم فيلانز، وبالمركز الثاني إيمانويل بوتشمان، وبالمركز الثالث أليخاندرو بالبيردي.

## الفرق
| فرق عالمية (6)- Movistar Team - Lotto Soudal - Bora-hansgrohe - Katusha-Alpecin - Trek-Segafredo - UAE Team Emirates فرق قارية محترفة (10)- كاجا رورال-سيغوروس 2019 ‏ - Cofidis, Solutions Crédits - يوسكادي مورياس 2019 ‏ - سبورت فلاندرين بالويس 2019 ‏ - Direct Énergie - Arkéa-Samsic - Israel Cycling Academy - Wanty-Groupe Gobert - رومبوت تشارلز 2019 ‏ - Rally UHC Cycling |  |
| |  |

## التصنيف العام النهائي
| التصنيف العام         | التصنيف العام      | التصنيف العام | التصنيف العام     | التصنيف العام     |
| الدراج                | الدراج             | البلد         | الفريق            | الوقت             |
| --------------------- | ------------------ | ------------- | ----------------- | ----------------- |
| 1.                    | تيم فيلانز         | بلجيكا        | لوتو سودال        | 4 س 50 دقيقة 40 ث |
| 2.                    | إيمانويل بوتشمان   | ألمانيا       | بورا هانسغروه     | + 14 ث            |
| 3.                    | أليخاندرو بالبيردي | إسبانيا       | موفيستار          | + 1 دقيقة 02 ث    |
| 4.                    | سيرجيو هيغويتا     | كولومبيا      | Fundación Euskadi | + 1 دقيقة 19 ث    |
| 5.                    | سيمون سبيلاك       | سلوفينيا      | كاتوشا ألبيسين    | + 1 دقيقة 33 ث    |
| 6.                    | نيلسون أوليفيرا    | البرتغال      | موفيستار          | + 1 دقيقة 46 ث    |
| 7.                    | ويليام مارتن       | فرنسا         | Wanty-Gobert      | + 1 دقيقة 46 ث    |
| 8.                    | بيتر وينينج        | هولندا        | Roompot-Charles   | + 1 دقيقة 46 ث    |
| 9.                    | خوسيه خواكين روخاس | إسبانيا       | موفيستار          | + 1 دقيقة 49 ث    |
| 10.                   | جوليو سيكوني       | إيطاليا       | تريك سيغافريدو    | + 1 دقيقة 49 ث    |
| مصدر: ProCyclingStats |                    |               |                   |                   |

## وصلات خارجية
- الموقع الرسمي
- لمحة عن سباق تروفيو سيرا دي ترامونتانا 2019 على موقع  ProCyclingStats   (برو  سايكلنج  ستاتس) - إحصاءات  محترفي  الدراجات.

- تروفيو سيرا دي ترامونتانا 2019 على موقع إحصائيات الدراجات الإحترافية (الإنجليزية)